# IC 1132
IC 1132 ist eine Spiralgalaxie vom Hubble-Typ Sc im Sternbild Schlange nördlich des Himmelsäquators. Sie ist schätzungsweise 206 Millionen Lichtjahre von der Milchstraße entfernt.
Das Objekt wurde am 9. Mai 1866 von Truman Henry Safford entdeckt.